# KFF Tirana
KFF Tirana é um clube de futebol feminino albanês com sede em Tirana. Elas competem no campeonato albanês de futebol feminino.